# Distretto di Chupuro
Il distretto di Chupuro  è uno dei ventotto distretti della provincia di Huancayo, in Perù. Si trova nella regione di Junín e si estende su una superficie di 13,15   chilometri quadrati.